# Улрих фон Еберсберг
Улрих фон Еберсберг (на немски: Ulrich von Ebersberg, * 960/965, † 11 март 1029) от род Зигхардинги, е граф на Еберсберг, маркграф на Крайна (1004 – 1011/1012), фогт на Обермюнстер, Тегернзе, Фрайзинг и на манастир Еберсберг.

## Биография
Той е син на Адалберо I (928/34 – 965/69), маркграф в Крайна, и на Лиутгард фон Дилинген, племенница на епископ Улрих Аугсбургски, който е негов кръстник и получава името му.
Улрих фон Еберсберг помага на Отоните и така е противник на херцог Хайнрих II от Бавария. Той се жени през 970 г. за Рихардис фон Епенщайн († 1013), дъщеря на граф Маркварт II фон Фихбах. Това е двойна сватба, при която сестра му Хадамут се омъжва за Маркварт III, братът на Рихардис.

## Фамилия
Улрих от Еберсберг има с Рихардис (Рихгард) децата:
- Адалберо II († 27 март 1045), граф на Еберсберг; с неговата смърт родът изчезва
- Еберхард II († 24 юли 1041/44), маркграф на Крайна
- Вилибирг (1020 – 1056), омъжена за Вериганд (970 – 1051), граф на Истрия-Фриули[1]
- Юдит (Тута), омъжена за Зигхард VI († 7 август 1046), граф в Химгау